# Liste der Baudenkmäler in Pesch (Erkelenz)
Die Liste der Baudenkmäler in Pesch enthält die ehemaligen denkmalgeschützten Bauwerke auf dem Gebiet des ehemaligen Ortes Pesch einem Stadtteil von Erkelenz im Kreis Heinsberg in Nordrhein-Westfalen (Stand: Oktober 2011). Diese Baudenkmäler sind in Teil A der Denkmalliste eingetragen; Grundlage für die Aufnahme ist das Denkmalschutzgesetz Nordrhein-Westfalen (DSchG NRW).
Die Ortschaft existiert seit 2014 wegen des Fortschreitens des Tagebaus Garzweiler nicht mehr.
| Bild      | Bezeichnung | Lage                    | Beschreibung | Bauzeit                    | Eingetragen seit | Denkmal- nummer |
| --------- | ----------- | ----------------------- | --- | -------------------------- | ---------------- | --------------- |
| Wegekreuz | Wegekreuz   | Pesch In Pesch Karte    | Werkstein, Sockel mit Wappen und Inschrift, darüber Nische, Kreuz mit Korpus.                                           | 1867                       | 14. Mai 1985     | 263             |
| Wohnhaus  | Wohnhaus    | Pesch In Pesch 13 Karte | Zweigeschossig in vier Achsen, Fachwerk, Zementsockel, links Toreinfahrt, Gewölbekeller.                                | um 1800                    | 14. Mai 1985     | 266             |
| Wegestock | Wegestock   | Pesch In Pesch 42 Karte | Neugotische Figurennische, verputzt, mit Mutter-Gottes-Figur                                                            | Ende des 19. Jahrhunderts  | 14. Mai 1985     | 262             |
| Wohnhaus  | Wohnhaus    | Pesch In Pesch 45 Karte | 4-flügeliger Backsteinhof, Wohnhaus 2-geschossig in 6 Achsen mit Toreinfahrt, Türgewände und Fensterbänke in Blaustein. | Mitte des 19. Jahrhunderts | 20. Oktober 1982 | 35              |